# Cilioplea kansensis
Cilioplea kansensis är en svampart som först beskrevs av Ellis & Everh., och fick sitt nu gällande namn av Crivelli 1983. Cilioplea kansensis ingår i släktet Cilioplea och familjen Lophiostomataceae.  Arten är reproducerande i Sverige. Inga underarter finns listade i Catalogue of Life.